# Rhizoecus compotor
Rhizoecus compotor är en insektsart som beskrevs av Williams och Granara de Willink 1992. Rhizoecus compotor ingår i släktet Rhizoecus och familjen ullsköldlöss.
Artens utbredningsområde är Colombia. Inga underarter finns listade i Catalogue of Life.